# Fernanda Souza
Fernanda da Silva Souza (Iguatu, Ceará, 15 de novembre de 1981) és una ciclista brasilera. Ha participat en els Jocs Olímpics de 2012 a Londres.

## Palmarès
- 2011
  - 1a a la Prova Ciclística 9 de Julho
- 2013
  - 1a a la Prova Ciclística 9 de Julho
- 2014
  - Medalla d'or als Jocs Sud-americans en contrarellotge
  - Vencedora d'una etapa al Tour de San Luis